# HD 86513
HD 86513，又名BD+30 1946，SAO 81129、HR 3942，是一颗恒星，视星等为5.73，位于銀經198.7，銀緯52.34，其B1900.0坐标为赤經9h 53m 50.2s，赤緯+30° 52.34′ 28″。